# Sierra de Cádiz
Sierra de Cádiz è una comarca della Spagna, situata nella provincia di Cadice, in Andalusia.